# Schistura aramis
 Schistura aramis és una espècie de peix de la família dels balitòrids i de l'ordre dels cipriniformes.

## Morfologia
Els mascles poden assolir els 7,1 cm de longitud total.

## Distribució geogràfica
Es troba a Vietnam i Laos.

## Amenaces
Les seues potencials amenaces són la desforestació, les pràctiques agrícoles gens sostenibles, l'erosió del sòl, la sedimentació i la contaminació de l'aigua.